# Karel Sloup
Karel Sloup (20. září 1932 Plzeň–Doudlevce – 17. prosince 2010 Plzeň) byl český fotbalový útočník.
Jeho bratranci Rudolf Sloup (1921–1993) a Zdeněk Sloup (1924–2008) byli také prvoligovými fotbalisty. Jeho synovec Jiří Sloup (1953–2017) byl československým fotbalovým reprezentantem.

## Hráčská kariéra
Začínal v SK Doudlevce. Se Škodou Plzeň se stal roku 1951 dorosteneckým mistrem Československa. V československé lize hrál za ZVIL/Spartak LZ Plzeň (dobové názvy Viktorie) v ročnících 1952 a 1961/62. Vstřelil čtyři prvoligové branky.
Během základní vojenské služby byl hráčem Ústředního domu armády Praha (dobový název Dukly). Ze Spartaku Plzeň přestoupil do Dynama ZČE Plzeň a hráčskou kariéru uzavřel v Sokolu Losiná.
Byl dlouholetým členem „Staré gardy“ Viktorie Plzeň.

### Prvoligová bilance
| Ročník             | Zápasy | Góly | Minuty | Klub                |
| ------------------ | ------ | ---- | ------ | ------------------- |
| I. liga 1952       | –      | 1    | –      | ZSJ ZVIL Plzeň      |
| I. liga 1961/62    | 12     | 3    | 932    | TJ Spartak LZ Plzeň |
| CELKEM I. ČS. LIGA | –      | 4    | –      |                     |